# 納加季諾灣站
納加季諾灣站（羅馬化：Nagatinsky Zaton）是莫斯科地鐵大環線的一個車站，2023年啟用。